# Dacron

Dacron ® (udomačeno dákron), je zaščiteno ime za umetno poliestersko vlakno, ki ga je na začetku 50. let 20. stoletja začelo izdelovati ameriško podjetje Du Pont. 

## Zgodovina
Sredi 50. let minulega stoletja je bil dakron zelo priljubljen za izdelavo bluz, danes pa se povečini uporablja za izdelavo jadrovine.

## Opis
Dakron je material, ustvarjen na osnovi sintetičnih vlaken in granul, ki so bili predhodno utrjeni pri visokih temperaturah. Posebnost platna je v popolnoma gladki sprednji strani, ki ni izpostavljena zunanjim vplivom in je odporna na deformacije.